# Cantó de Bordèus
El cantó de Bordèus  és un cantó francès del departament de la Droma, situat al districte de Diá. Té 9 municipis i el cap és Bordèus.

## Municipis
- Bézaudun-sur-Bîne
- Bordèus
- Bovièras
- Crupies
- Félines-sur-Rimandoule
- Mornans
- Le Poët-Célard
- Les Tonils
- Truinas

## Història
| Data d'elecció                           | Identitat         | Partit               | Qualitat |
| ---------------------------------------- | ----------------- | -------------------- | -------- |
| 1951-1958                                | M. Arnaud         | radical              |          |
| 1958-1976                                | Louis Chancel     | radical, després MRG |          |
| 1976-1994                                | Michelle Chancel  | PS                   |          |
| 1994-2001                                | Jean-Claude Ayzac | Divers droite        |          |
| 2001-                                    | Michel Tron       | Divers droite        |          |
| les dades anteriors no són pas conegudes |                   |                      |          |